# Disney Channel
Disney Channel är en TV-kanal som sänder barn- och familjeprogram i form av TV-serier, långfilmer och ibland även större shower. Merparten av kanalens program är antingen producerade eller distribuerade av Walt Disney Company. Kvällstid visas sitcomserier som Det ljuva havslivet och Magi på Waverly Place.

## Historia
Disney Channel lanserades ursprungligen i USA 1983. Kanalen kom till Norden den 28 februari 2003.

## Systerkanaler och programblock
- Toon Disney lanserades den 1 augusti 2005 och sände endast tecknade och animerade serier och långfilmer innan den blev ersatt av Disney XD den 12 september 2009.
- Playhouse Disney lanserades under oktober 2006 och kanalens koncept var att endast visa barnprogram anpassade för barn i åldrarna 2–7 år. Playhouse Disney blev ersatt av Disney Junior den 10 september 2011.
- Disney XD tog över Toon Disney och vände sig i första hand till pojkar i åldersgruppen 6–14 år. Kanalen bestod av en blandning av animerade program och "live action", det vill säga program med verkliga skådespelare. Kanalen lades ner 1 januari 2021.
- Disney Jr. är den nyaste Disney-kanalen som går i samma riktning som Playhouse Disney.
- Disney Cinemagic är ett programblock för de filmer som visas varje lördag- och söndagskvällar på Disney Channel.

Den skandinaviska versionen har under en period även distribuerats till arabländerna via operatören Orbit.

## Programutbud
Aktuella och historiska serier på Disney Channel och dess systerkanaler:

- Aladdin
- American Dragon: Jake Long
- Amphibia
- As The Bell Rings
- As The Bell Rings USA
- Austin & Ally
- Boken om Puh
- Brandy & herr Morris
- Bunk’d
- Brian o' Brian
- Buzz Lightyear, rymdjägare
- Bumbibjörnarna
- Chuggington
- Cory i Vita huset
- Darkwing Duck
- Dave Barbaren
- De 101 Dalmatinerna
- Den Lilla Sjöjungfrun
- Det ljuva havslivet
- Det surrar om Maggie
- Det var inte jag
- Dinosaurs
- Disney's Djurens värld
- Djungel hjul
- Dog With a Blog
- Doug
- Knatte, Fnatte & Tjatte på äventyr
- DuckTales (2017)
- Ett gott skratt
- En gnutta magi
- En jycke i klassen
- Ersättarna
- Ester vs Mörkrets Krafter
- Fairly Odd Parents
- Familjen Green i storstan
- Fem på spaning
- Fillmore
- Firma Fantasiflytt
- Gravity Falls
- Hannah Montana
- H2O: Just Add Water
- Helgen med gänget
- Herkules
- Higglystans hjältar
- Hos Musse
- Händige Manny
- Här är ditt liv, Cory
- Här är ditt liv, Riley
- Jag har en raket
- Jake & Blake
- JoJos Cirkus
- Jonas
- Jonas Brothers lever drömmen
- Jessie
- Kaninbyn
- Karlsson på taket
- K.C. Hemlig agent
- Kejsarens nya skola
- Kick Buttowski
- Kickin' it
- Kim Possible
- Lab Rats
- LazyTown
- Legenden om Tarzan
- Lilla Djungelboken
- Lilo & Stitch: Serien
- Liv och Maddie
- Lloyd i rymden
- Luftens hjältar
- Lycka till Charlie
- Långbens galna gäng
- Magi på Waverly Place
- Milo Murphys lag
- Mina Vänner Tiger och Puh
- Miraculous Ladybug & Cat Noir på äventyr
- Musses klubbhus
- Nalle har ett stort blått hus
- Nya äventyr med Nalle Puh
- När klockan ringer
- Par i kungar
- Pepper Ann
- Pettson och Findus
- Phil från framtiden
- Phineas & Ferb
- Piff & Puff
- Pippi Långstrump
- På kroken
- Quack Pack
- Rasten
- Ravens hem
- Rolie Polie Olie
- Sabrina
- Shake it up
- Smart Guy
- Små Einsteins
- Sonnys chans (numera Så flippat!)
- Soy Luna
- Specialagent Oso
- Stanley
- Sweet Valley High
- That's So Raven
- Timmy Lamm
- Timon och Pumbaa
- Trollsagor
- Tummen mitt i handen
- Ugglehuset
- Wander i galaxen
- W.i.t.c.h
- Zack och Codys ljuva hotelliv

## Logotyp och grafik
Den amerikanska logotypen, stylad så att den skall likna Musse Piggs huvud, användes från starten 2003 till december 2011 (dock ändrades grafiken ibland).
I januari 2012 byttes loggan (som den amerikanska kanalen fick 2010) och är nu stylad så att den är inne i en kvadrat med en aning rundade hörn, och även resten av kanalen en helt ny stil. Under våren 2012 byttes det gamla 4:3-formatet ut till det nya widescreen-formatet 16:9.

## Film
Varje måndag, fredag, lördag och söndag brukar Disney Channel visa långfilm.
Den 5 mars 2011 började Disney Channel att sända veckoslutets kvällsfilmer under programblocket Disney Cinemagic. Meningen med att lansera detta programblock är för att visa äldre Disneyklassiker, men även nyare titlar.
Senare utvidgades filmutbudet ytterligare och det började visas en extra film på måndagskvällar klockan 19.00 under namnet "Måndagsfilmen".
De större och mest kända Disneyfilmerna brukar visas kring storhelger som jul, nyår och påsk då kanalen förväntas ha fler tittare bland lovlediga familjer.

## Superfredag
Varje fredag med start klockan 16.00 visar Disney Channel programblocket "Superfredag", med nya serieavsnitt och kvällens långfilm.

## Disney Channel Games
Disney Channel Games var en stafettlek som skapats av Disney Channel där disneystjärnor (bland annat Ashley Tisdale, Zac Efron, Vanessa Hudgens och Miley Cyrus har varit med) tävlade i olika grenar. De delades in i rött, blått, grönt samt gult lag med varsin lagledare. Tävlingen var lokaliserad på Disney's Wide World of Sports Complex, och pågick från år 2006 till 2008.

## Disneys filmstjärnor
Några av Disneys största filmstjärnor genom tiderna:
- Ashley Tisdale (sångerska och skådespelare)
- Britney Spears (sångerska)
- Brenda Song (skådespelare)
- Corbin Bleu (sångare och skådespelare)
- Christina Aguilera (sångerska)
- Debby Ryan (skådespelare)
- Demi Lovato (sångerska och skådespelare)
- David Henrie (skådespelare)
- Emily Osment (sångerska och skådespelare)
- Joe Jonas (sångare och skådespelare)
- Justin Timberlake (sångare)
- Kevin Jonas (sångare och skådespelare)
- Lucas Grabeel (skådespelare)
- Miley Cyrus (sångerska och skådespelare)
- Monique Coleman (skådespelare)
- Mitchel Musso (sångare och skådespelare)
- Nick Jonas (sångare och skådespelare)
- Selena Gomez (sångerska och skådespelare)
- Vanessa Hudgens (sångerska och skådespelare)
- Zac Efron (skådespelare)
- Zendaya (skådespelare, sångerska och dansare)

### Fotnoter
1. ↑  ”Disney blir betalkanal i Viasats satellitutbud” (på svenska). Svenska dagbladet. 12 februari 2003. http://www.svd.se/disney-blir-betalkanal-i-viasats-satellitutbud. Läst 19 juli 2016.
2. ↑  Fredrik Söderling (13 februari 2003). ”Hård TV-kamp” (på svenska). Dagens nyheter. http://www.dn.se/kultur-noje/hard-tv-kamp/. Läst 19 juli 2016.
3. ↑  ”Disney Channel firar 10 år i Sverige” (på svenska). Cision. 27 februari 2013. https://news.cision.com/se/the-walt-disney-company-nordic/r/disney-channel-firar-10-ar-i-sverige,c9376501. Läst 5 februari 2023.